# 1981 en Colombie-Britannique
Chronologie de la Colombie-Britannique
- 1977
- 1978
- 1979
- 1980
- 1981
- 1982
- 1983
- 1984
- 1985

Cette page concerne des événements qui se sont produits durant l'année 1981 dans la province canadienne de Colombie-Britannique.

## Politique
- Premier ministre : Bill Bennett
- Chef de l'Opposition :  Dave Barrett[1] du Nouveau Parti démocratique de la Colombie-Britannique
- Lieutenant-gouverneur : Henry Pybus Bell-Irving
- Législature :

## Événements

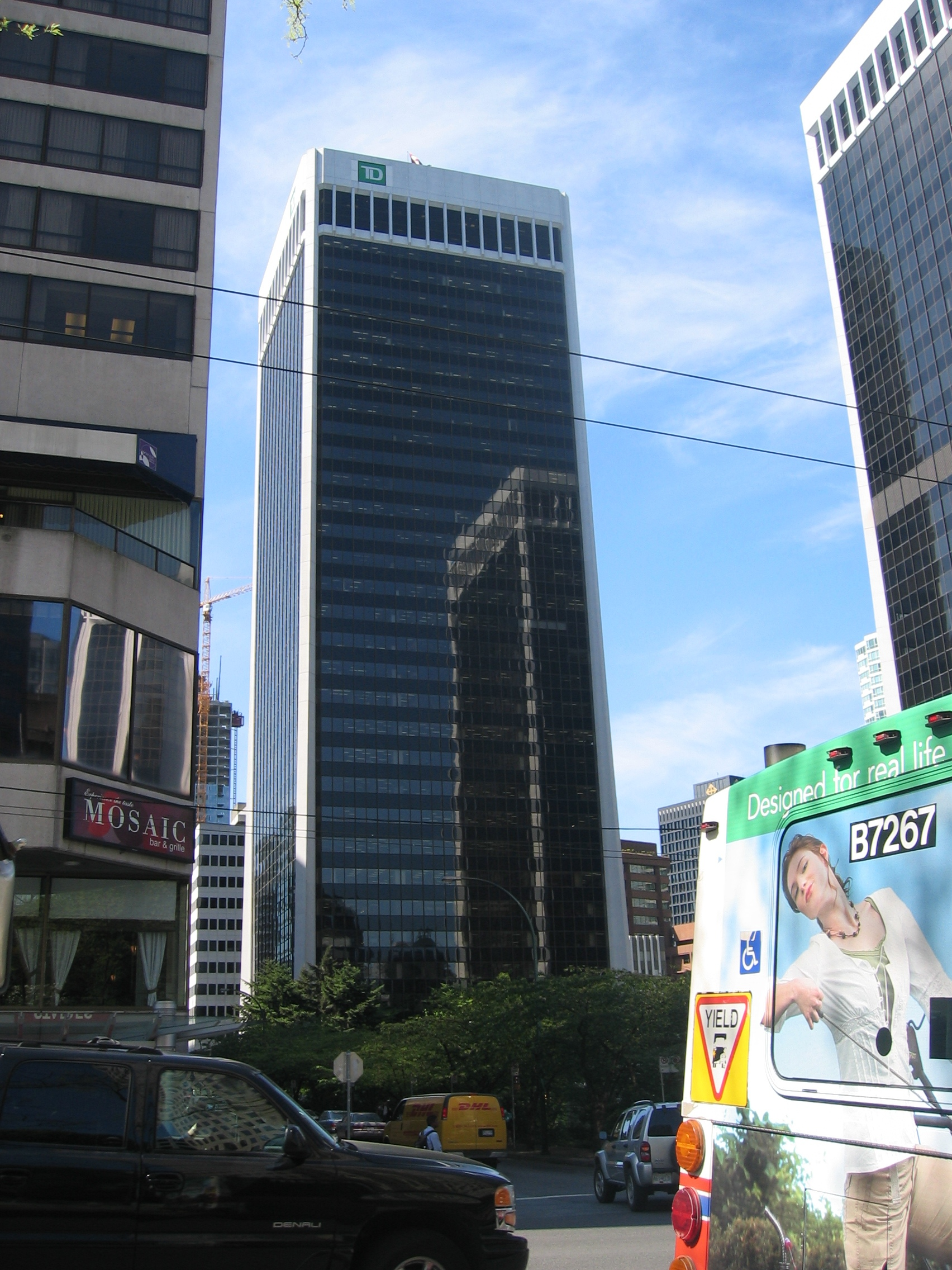
Four Bental Centre, Vancouver

Le drapeau de la communauté francophone des Franco-colombiens de la Colombie-Britannique au Canada.

- Mise en service du Boundary road overpass, passerelle pour piétons en béton précontraint entre Vancouver et Burnaby. Sa longueur est de 48 mètres[2].
- Achèvement à Rivers Inlet, du   Pashleth Creek Bridge  , pont à poutre treillis de 102 mètres de longueur[3].
- Achèvement à Vancouver :
  - de la Canaccord Tower, immeuble de bureaux à structure acier de 24 étages (100.28 mètres de hauteur), situé 609 Granville Street [4].
  - du Four Bentall Centre immeuble de bureaux à structure en béton de 35 étages (138 mètres de hauteur) situé 1055 Dunsmuir Street[5].
- Mai : création du drapeau franco-colombien qui devient le symbole du peuple des francophones de la province.

## Naissances

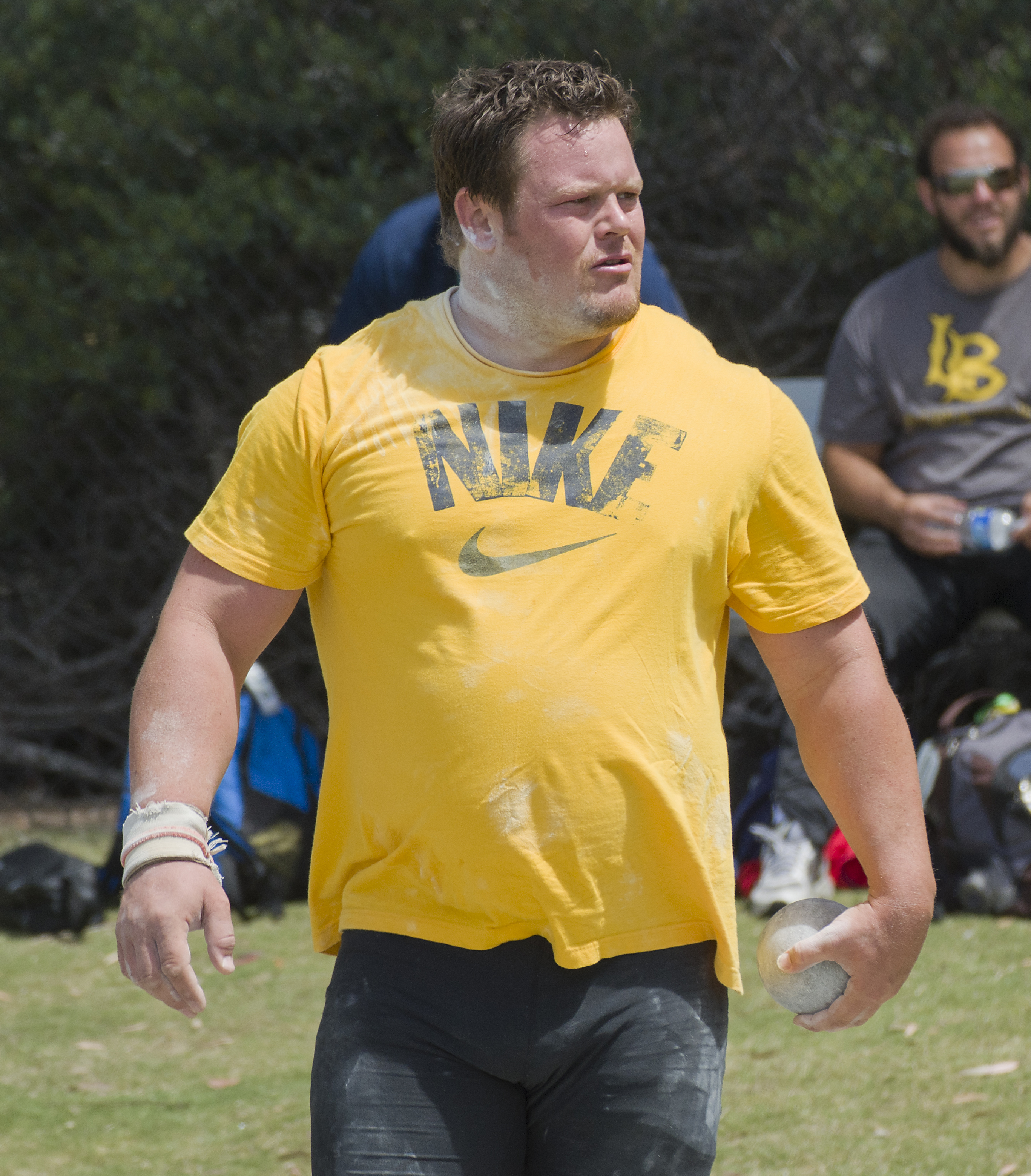
Dylan Armstrong.

- 15 janvier à Kamloops : Dylan Armstrong, athlète canadien spécialiste du lancer du poids.

- 15 avril à Victoria : Mike Lewis, rameur canadien.

- 30 octobre  à Victoria : Shaun Sipos, acteur canadien.

- 16 novembre : Allison Crowe, chanteuse, auteur-compositrice, guitariste et pianiste canadienne.

- 30 novembre à Victoria : James Richard Harden , lanceur droitier de baseball évoluant en Ligues majeures avec les Twins du Minnesota.